# 母の旅路 (1966年の映画)
『母の旅路』（ははのたびじ、原題・Madame X）は、1965年に製作され、翌1966年に公開されたアメリカ合衆国のドラマ映画である。戯曲『マダムX』の現代版として映画化された。デヴィッド・ローウェル・リッチが監督、ラナ・ターナーが主演している。

## キャスト
※括弧内は日本語吹替（初回放送1974年3月17日『日曜洋画劇場』）
- ホリー・パーカー：ラナ・ターナー（瀬能礼子）
- クレイ・アンダーソン：ジョン・フォーサイス（家弓家正）
- フィル・ベントン：リカルド・モンタルバン（納谷悟朗）
- ダン・サリヴァン：バージェス・メレディス（寄山弘）
- ミムジー：ヴァージニア・グレイ
- エステル・アンダーソン：コンスタンス・ベネット（京田尚子）
- クレイ・アンダーソン・ジュニア（ホリーとクレイの息子）：キア・デュリア（井上真樹夫）

## スタッフ
- 製作：ロス・ハンター
- 脚本：ジーン・ホロウェイ
- 撮影：ラッセル・メティ
- 音楽：フランク・スキナー
- 衣裳：ジャン・ルイ